# Académie militaire Frounze
L'Académie militaire Frounze ou Frounzé (Военная академия имени М. В. Фрунзе) est une école supérieure d'enseignement militaire située à Moscou en activité de 1918 à 1998. Elle formait des officiers à des spécialités supérieures. Elle succédait à l'École militaire d'état-major Nicolas (fondée en 1832) après la révolution d'Octobre. Son nom lui est donné le 31 octobre 1925 en l'honneur du dirigeant bolchévique Mikhaïl Frounze (1885-1925), son dirigeant entre 1923 et 1925. L'Académie militaire des forces armées de la fédération de Russie lui succède le 1er novembre 1998.

## Historique
C'est le 3 mai 1918 que l'École militaire d'état-major Nicolas devient l'Académie militaire de l'état-major général renommée en 1921 Académie militaire de l'Armée rouge. La première promotion de novembre 1918 comprenait 183 élèves officiers. Elle reçoit l'ordre du Drapeau rouge le 9 janvier 1922 et l'ordre de Lénine le 18 décembre 1934.
Elle est évacuée à Tachkent, en RSS d'Ouzbékistan, pendant la Grande Guerre patriotique et les cours ne cessent pas. Les cours sont organisés de manière accélérée pendant un trimestre à partir de la fin de 1941 pour la formation des officiers de réserve des bataillons et des régiments.
L'Académie reçoit l'ordre de Souvorov de 1re classe le 21 février 1945 et l'ordre de la révolution d'Octobre le 8 décembre 1978. Neuf pays socialistes lui décernent diverses décorations.
L'Académie a préparé des dizaines de milliers d'officiers dont une trentaine devinrent maréchaux de l'Union soviétique et une soixantaine généraux d'armée. Au total, 722 anciens élèves devinrent Héros de l'Union soviétique. Parmi ses anciens élèves, figurent notamment Boudienny, Kazakov, Koniev, Malinovski, Rokossovski, Tchouïkov, Tsvetaïev, Vatoutine et Zakharov.